# Sânpetru Mare
Sânpetru Mare es una comuna ubicada en el distrito de Timiș, Rumania.

## Superficie
Posee una superficie de 101,6 kilómetros cuadrados.

## Demografía
Hasta 2021 la población era de 2680 habitantes, con una densidad de población de 26,38 habitantes por kilómetro cuadrado.